# Güteverhandlung
Die Güteverhandlung im Rahmen des deutschen Zivilprozesses dient der Herbeiführung einer einvernehmlichen Erledigung des Rechtsstreits. Sie geht gem. § 278 Abs. 2 ZPO der mündlichen Verhandlung zum Zwecke der gütlichen Beilegung des Rechtsstreits voraus, es sei denn, es hat bereits ein Einigungsversuch vor einer außergerichtlichen Gütestelle stattgefunden oder die Güteverhandlung erscheint erkennbar aussichtslos. Das Gericht hat in der Güteverhandlung den Sach- und Streitstand mit den Parteien unter freier Würdigung aller Umstände zu erörtern und, soweit erforderlich, Fragen zu stellen. Die erschienenen Parteien sollen hierzu persönlich gehört werden  (§ 278 Abs. 2 S. 2, 3 ZPO). Häufig wird diese einvernehmliche Erledigung im Abschluss eines Vergleichs liegen. Sie kann jedoch auch darin liegen, dass die beklagte Partei die Forderung anerkennt oder die klagende Partei auf die Forderung verzichtet oder die Klage zurücknimmt. Zur Güteverhandlung wird in der Regel das persönliche Erscheinen der Parteien angeordnet.
Das Gericht kann die Parteien gemäß § 278 Abs. 5 ZPO für die Güteverhandlung an einen Güterichter verweisen.
Das Gericht soll gem. § 278 Abs. 1 ZPO in jeder Lage des Verfahrens auf eine gütliche Beilegung des Rechtsstreits hinwirken.
Darüber hinaus existiert im arbeitsgerichtlichen Verfahren ein Güteverfahren (§ 54 ArbGG). Während des arbeitsgerichtlichen Verfahrens kann
- eine Klage bis zum Stellen der Anträge ohne Einwilligung des Beklagten zurückgenommen werden, § 54 Abs. 2 ArbGG
- das Anerkenntnis erklärt werden
- ein Prozessvergleich geschlossen werden.